# 現在女神星
現在女神星（621 Werdandi）是一颗围绕太阳公转的小行星。1906年11月11日，奧古斯特·科普夫在海德堡描述了此天体。
該小行星以北歐神話中掌管命運的命運三女神其中之一，掌管「現在」的女神薇兒丹蒂命名。
这颗小行星的绝对星等为10.49等。它是司理星族小行星的成员。

## 相关條目
- 小行星列表/10001-11000

## 外部連結
- Asteroid Lightcurve Database (LCDB) （页面存档备份，存于）, query form (info （页面存档备份，存于）)
- Dictionary of Minor Planet Names, Google books
- Discovery Circumstances: Numbered Minor Planets (10001)-(15000) （页面存档备份，存于） – Minor Planet Center
- 現在女神星 at AstDyS-2, Asteroids—Dynamic Site
  - Ephemeris · Observation prediction · Orbital info · Proper elements · Observational info
- NASA JPL小天體瀏覽器上的現在女神星

| 前一小行星： 小行星620 | 小行星列表 | 後一小行星： 小行星622 |